# 本多政康
本多 政康 （ほんだ まさやす、享保17年（1732年）- 寛政12年9月26日（1800年11月12日）） は、加賀藩の家老、人持組本多図書家第3代当主。
父は本多政則。養父は本多政恒。子は本多政養。通称は図書、刑部。家紋は「丸ノ内本ノ字」。

## 生涯
加賀藩士本多伊織政則の子として生まれる。家老本多政恒の養子となり、宝暦10年（1760年）に養父の死去により家督と知行1万1000石を相続する。明和8年（1771年）4月、藩主前田重教に後桃園天皇即位式の御賀使を命じられ上京する。安永6年（1777年）、家老となり藩主前田治脩に仕えた。寛政9年（1797年）閏7月、隠居して家督を嫡男の政養に譲る。隠居領として700石を受けた。
寛政12年（1800年）9月26日死去。享年69。